# Bob Devaney Sports Center
 (mars 2025).
Si vous disposez d'ouvrages ou d'articles de référence ou si vous connaissez des sites web de qualité traitant du thème abordé ici, merci de compléter l'article en donnant les références utiles à sa vérifiabilité et en les liant à la section « Notes et références ».
Le Bob Devaney Sports Center est une arène multi-sport situé à Lincoln, dans le Nebraska.
Elle appartient a l'Université du Nebraska–Lincoln et sert pour le catch, la gymnastique, le plongeon, la natation et l'athlétisme. L'arène abritait également les équipes de basket-ball du Nebraska jusqu'à l'ouverture en 2013 de la Pinnacle Bank Arena au centre-ville de Lincoln. Ses locataires sont les Nebraska Cornhuskers. Elle offrait 13 595 places pour le basket-ball avant que sa capacité ne soit réduite à 7 907 places après le départ des équipes de basket-ball. La capacité a été légèrement augmentée à l’été 2023 pour atteindre 8 309 places.

## Histoire
Le Bob Devaney Sports Center a été inauguré en 1976 et a coûté 13 millions de dollars USD.